# Вишина (Мазовецьке воєводство)
Вишина (пол. Wyszyna) — село в Польщі, у гміні Стара Біла Плоцького повіту Мазовецького воєводства.
Населення — 259 осіб (2011).
У 1975-1998 роках село належало до Плоцького воєводства.

## Демографія
Демографічна структура станом на 31 березня 2011 року:
|          | Загалом | Допрацездатний вік | Працездатний вік | Постпрацездатний вік |
| -------- | ------- | ------------------ | ---------------- | -------------------- |
| Чоловіки | 137     | 40                 | 83               | 14                   |
| Жінки    | 122     | 24                 | 71               | 27                   |
| Разом    | 259     | 64                 | 154              | 41                   |